# Hrastovec, Velenje
Hrastovec este o localitate din comuna Velenje, Slovenia, cu o populație de 289 de locuitori.